# Convair XB-53
Il Convair XB-53 fu un bombardiere medio a reazione sviluppato dall'azienda aeronautica statunitense Vultee Aircraft Corporation Consolidated, meglio conosciuta come Convair, nei tardi anni quaranta e rimasto alle prime fasi di sviluppo.
Modello di concezione avveniristica, caratterizzato da una configurazione senza coda e dall'ala a freccia negativa, venne proposto alla United States Army Air Forces ma il progetto venne cancellato prima che venissero completati i due prototipi in fase di costruzione.

## Storia del progetto
Nel 1944 lo United States Department of War, allarmato dall'introduzione da parte della Germania nazista di bombardieri a propulsione a getto come l'Arado Ar 234, emanò una specifica per la fornitura di una nuova classe di bombardieri, anch'essi dotati di motori a getto, dell'ordine di peso a vuoto tra le 80 000 lb (36 287 kg) e le 200 000 lb (90 718 kg).
La Convair decise di proporre un progetto inizialmente avviato come aereo da attacco al suolo, l'XA-44. Il progetto era relativo ad un velivolo dall'inusuale ala a freccia negativa ed era mosso da tre turbogetti J35-GE e venne sviluppato in parallelo con un modello dall'impostazione più classica, l'XB-46.
L'ufficio tecnico della Convair nella progettazione dell'ala sfruttò gli studi sullo Junkers Ju 287 trafugati dalla Germania e l'esperienza acquisita da parte del personale tecnico tedesco giunto negli Stati Uniti d'America tramite l'Operazione Paperclip. Nelle sue prime fasi di sviluppo il modello appariva così promettente che ad un certo punto l'Army Air Corps considerò cancellato l'XB-46 in favore del XA-44 dato che non c'erano abbastanza fondi per entrambi.
Caratterizzata da un angolo di freccia di 30° in avanti e un angolo di diedro di 8°, l'ala era posizionata verso la parte posteriore della fusoliera in modo da farsi carico anche delle funzioni normalmente sostenute dai piani orizzontali dell'impennaggio, del quale rimaneva solo l'elemento verticale. Rollio e beccheggio erano quindi controllati interamente dalle superfici di controllo alare, i due equilibratori montati più interni ed i due alettoni esterni, integrati dalle due estremità alari ad incidenza variabile.
Riclassificato come bombardiere medio, l'XA-44 avrebbe potuto trasportare un carico bellico in bombe da caduta fino a 5 443 kg (12 000 lb) così come 40 razzi HVAR montati su piloni subalari.
La Convair sostenne l'onere per il completamento del prototipo del XB-46 da utilizzare come banco di prova volante, senza armamento e altri equipaggiamenti, e propose un nuovo contratto per la fornitura di due XA-44 in sostituzione delle due cellule di B-46 previste dal contratto originale. L'Air Force accettò e lo sottoscrisse nel giugno del 1946, tuttavia il progetto non progredì, né vennero costruiti altri XB-46. L'XA-44 venne ridesignato XB-53 nel 1948, quando la categoria "Attack" venne eliminata, tuttavia il progetto venne cancellato prima che i due prototipi furono completati. Il programma di sviluppo per l'XA-44 venne ripristinato nel febbraio 1949 ma solo per poco tempo.